# エンビタイランチョウ
エンビタイランチョウ(燕尾太蘭鳥、学名：Tyrannus forficatus）は、スズメ目タイランチョウ科に分類される鳥類の一種。